# Hesse-Kassel
O Condado de Hesse-Kassel (Alemão: Landgrafschaft Hessen-Kassel), conhecido como Hesse-Cassel durante a sua existência, foi um estado no Sacro Império Romano diretamente sujeito ao Imperador que surgiu quando a Casa de Hesse foi dividida em 1567 após a morte de Filipe I, Conde de Hesse.
Seu filho mais velho, Guilherme IV, herdou a metade do norte e a capital Cassel. Os outros filhos receberam o Condado de Hesse-Marburg, o Condado de Hesse-Rheinfels e o Condado de Hesse-Darmstadt.
O Condado de Hesse-Kassel foi elevado a eleitorado de Hesse e o Conde Guilherme IX a Príncipe-eleitor durante a reorganização do Império em 1803, no meio das guerras napoleônicas, sendo depois ocupado por tropas francesas, tornando-se parte do Reino de Vestfália, que era um estado satélite francês.

## História
A Dinastia mais antiga da Casa de Hesse foi fundada por Guilherme IV, apelidado de Sábio, o filho mais velho de Filipe I. Com a morte de seu pai em 1567, recebeu metade do Condado de Hesse, com Kassel como sua capital.
O Condado de Hesse-Kassel expandiu-se em 1604 quando Maurício I herdou o Condado de Hesse-Marburg de seu tio sem filhos, Luís IV, Conde de Hesse-Marburg (1537-1604).
Em 1605, Maurício I tornado calvinista, envolveu-se na Guerra dos Trinta Anos e, depois de ser forçado a ceder alguns de seus territórios ao Condado de Hesse-Darmstadt, abdicou em favor de seu filho Guilherme V. A linhagem familiar do Condado de Hesse-Rotenburg sobreviveu até 1834. Depois da morte de Guilherme V, cujos territórios tinham sido conquistados pelo Exército Imperial do Sacro Império Romano, a sua viúva Amália Isabel de Hanau-Münzenberg, regente de seu filho Guilherme VI, reconquistou o estado. Com a ajuda dos franceses e suecos, manteve o seu controlo em conjunto com parte da Vestfália.
Durante a Guerra dos Trinta Anos, o Calvinista Condado de Hesse-Kassel provou ser o aliado alemão mais leal da Suécia. O Conde Guilherme V e, depois de sua morte em 1637, a sua viúva Amália de Hanau, que era neta de Guilherme I, o Taciturno , como regente apoiou a causa protestante, e os franceses e suecos durante toda a guerra. Eles mantiveram um exército, guarnecendo muitas fortalezas, incluindo Dorsten, a fortaleza mais forte na margem direita do Reno, que posteriormente foi perdida com o Cerco de Dorsten. Enquanto isso, o condado de Hesse-Kassel foi ocupado pelas tropas imperiais. Com a Paz de Vestfália, Hesse-Kassel foi aumentada pela maior parte do condado de Schaumburgo e pela Abadia de Hersfeld, secularizada como principado do Império. A regente Amália Isabel de Hanau-Münzenberg introduziu a regra da primogenitura. Guilherme VI, que atingiu a maioridade em 1650, era um mecenas esclarecido da aprendizagem e das artes. Ele foi sucedido pelo seu filho Guilherme VII, Conde de Hesse-Cassel, então um bebê, que morreu em 1670, sendo sucedido pelo seu irmão Carlos I.
O principal argumento de Charles para a sua notoriedade é que ele foi o primeiro governante a adotar o sistema de contratar seus soldados às potências estrangeiras como mercenários, como forma de melhorar as finanças de seu principado. Frederico I da Suécia, o próximo conde, tornou-se por meio de casamento Rei da Suécia. Depois da sua morte, ele foi sucedido no condado pelo seu irmão Guilherme VIII, que lutou como aliado do Reino da Grã-Bretanha durante a Guerra dos Sete Anos.
Seu sucessor, Frederico II, que se tornou católico, alugou 22 mil soldados Hessianos para o seu sobrinho Jorge III da Grã-Bretanha, por cerca de £ 3 191 000, que os usou contra a rebelião das Treze Colônias na América do Norte britânica. Esta ação, muitas vezes amargamente criticada, em anos anteriores encontrou apologistas. Os historiadores agora argumentam que as tropas eram auxiliares ou mercenários, e que a prática de contratá-los era bastante comum na época. Frederico II usou a receita assim derivada para desenvolver a vida econômica e intelectual do país. Devido ao seu envolvimento na Guerra de Independência Americana, "Hessian" tornou-se um calão americano para todos os soldados alemães enviados pelos britânicos contra a Revolução Americana.
Desde os primeiros anos da Reforma, a Casa de Hesse foi protestante, com poucas exceções. Os condes Filipe I, Guilherme V e Maurício I casaram-se com descendentes do Rei Jorge da Boémia. A partir de Guilherme VI, as mães dos Condes de Hesse-Kassel passaram a ser sempre descendentes de Guilherme I, o Taciturno, o líder dos holandeses para a independência com base no Calvinismo.
Guilherme V foi sucedido pelos condes Guilherme VI e Guilherme VII. No reinado do Rei Frederico I da Suécia, Hesse-Kassel esteve em união pessoal com a Suécia entre 1730-51. Mas o irmão mais novo do rei, o Príncipe Guilherme, governou em Kassel como regente até suceder o seu irmão, reinando como Guilherme VIII até 1760.
Embora fosse uma prática bastante difundida no momento de alugar tropas para outros príncipes, foram os Condes de Hesse-Kassel, que se destacaram por contratar contingentes de seu exército como mercenários nos séculos XVII e XVIII. Hesse-Kassel manteve 7% de toda a população sob as armas ao longo do século XVIII. Esta força serviu como fonte de mercenários para outros Estados europeus.
Durante o século XVII, o Condado foi internamente dividido para fins dinásticos, sem direitos alodiais, em:
- O Condado de Hesse-Rotenburg (1627-1834)
- O Condado de Hesse-Wanfried- (Rheinfels) (1649-1755)
- O Condado de Hesse-Philippsthal
- Condado de Hesse-Philippsthal-Barchfeld

Estes se reuniram com o Condado de Hesse-Kassel quando cada ramo particular morreu sem herdeiros.

## Consequências
Após a reorganização dos estados alemães durante a mediatização alemã de 1803, o Condado de Hesse-Kassel foi elevado a Eleitorado de Hesse e o Conde Guilherme IX foi elevado a Príncipe-eleitor, assumindo o título de Guilherme I, Eleitor de Hesse. O principado tornou-se conhecido como Kurhessen, embora ainda seja geralmente referido como Hesse-Kassel.
Em 1806, Guilherme I foi deposto por Napoleão Bonaparte pelo seu apoio ao Reino da Prússia. Cassel foi designado como a capital de um novo Reino da Vestefália, para onde Napoleão nomeou o seu irmão Jerónimo Bonaparte como rei. Após a derrota de Napoleão em 1813, o eleitorado foi restaurado. Embora o Sacro Império Romano estivesse extinto, Guilherme manteve o seu título de Eleitor, pois dava-lhe proeminência sobre o seu primo, o Grão-Duque de Hesse. A partir de 1813, o Eleitorado de Hesse tornou-se um país independente, e depois de 1815, membro da Confederação Germânica.
O neto de Guilherme, o eleitor Frederico Guilherme, tomou partido pelo Império Austríaco na Guerra Austro-Prussiana. Após a vitória da Prússia, as suas terras foram anexadas pela Prússia em 1866. Juntamente com os anexados Ducado de Nassau e a Cidade Livre de Frankfurt, Hesse-Kassel tornou-se parte da nova Província de Hesse-Nassau do Reino da Prússia.
Em 1918, o Príncipe Frederico Carlos de Hesse, irmão mais novo do chefe da casa e um cunhado do Imperador Guilherme II, foi eleito pelo governo finlandês pró-alemão para ser o Rei da Finlândia, mas nunca reinou.
Mais tarde, em 1918, Hesse-Nassau tornou-se parte do Estado Livre da Prússia, que existiu até 1944. De 1944 a 1945, como parte da Alemanha Nazi, foi dividido nas províncias prussianas de Kurhessen e Nassau. De 1945 a 1946, foi renomeado Grande Hesse (alemão: Großhessen) e fazia parte da zona de ocupação dos EUA na Alemanha. A partir de 1946, foi reorganizado como Estado de Hesse, um estado federal da Alemanha Ocidental.
Em 1968, o chefe da Casa de Hesse-Kassel tornou-se o chefe de toda a Casa de Hesse devido à extinção do ramo de Hesse-Darmstadt.